# 凉北齿蟾
凉北齿蟾（学名：Oreolalax liangbeiensis）一种分布于中华人民共和国四川省越西县的两栖动物，隶属于角蟾科齿蟾属。

## 形态特征
成年雄蟾体长52毫米，雌蟾体长61毫米左右，头扁平，头宽略大于头长。身体背面褐棕、深黄或略带棕色，散布黑色圆斑点，四肢具有宽黑横纹；腹面一般为浅黄灰色，无斑点。蝌蚪体形中等，头体较扁平，背面及尾肌呈绿灰而略带黄色，尾鳍浅黄灰色。

## 发现
凉北齿蟾最早发现于四川省凉山州越西县普雄镇。